# Elephanta (insulă)

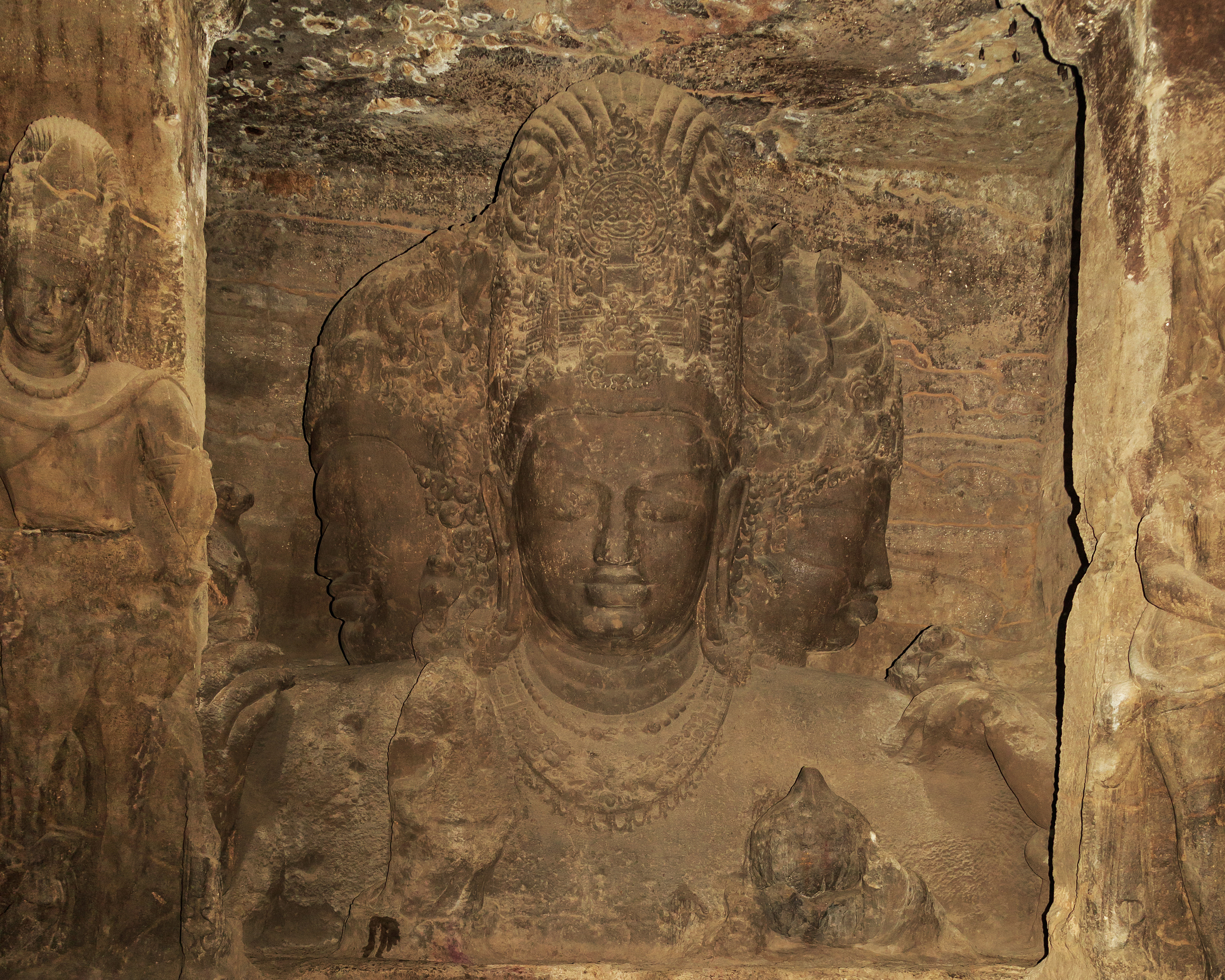
Sculptură dintr-o peșteră de pe insulă

Elephanta este o insulă în statul federal  Maharashtra, India. Insula este împădurită având o suprafață de 5 km², ea fiind amplasată într-un colț liniștit din golful Mumbai, (numele actual al portului  Bombay). Locuitorii insulei trăiesc într-un sat mic ocupându-se cu pescuitul. Peșterile de pe insulă sunt declarate în anul 1987 patrimoniu mondial UNESCO.

## Istoric
Insula liniștită contrastează cu viața tumultoasă din portul Mumbai. Numele inițial al ei fiind „Gharapuri”, „Orașul preoților Ghara”, denumire schimbată în secolul XVI -lea  în „Insula Elefanțiilor de piatră” de colonișii portughezi. Sculpturile se pot vedea și azi în Mumbai. In templul din peștera de pe insulă există o sculptură care prezintă trinitatea „Trimuti”, zeul Shiva cu trei fețe din religia hindusă.